# Johann Friedrich Leybold
Johann Friedrich Leybold (* 18. Juni 1755 in Stuttgart; † 13. November 1838 in Wien) war ein deutscher Miniaturmaler und Kupferstecher.

## Leben
Johann Friedrich Leybold war der Sohn eines Bäckermeisters. Ein Mitarbeiter der Ludwigsburger Porzellanfabrik erkannte sein künstlerisches Talent und gab dem Vater den Rat, den Jungen im Zeichnen unterrichten zu lassen. Johann Friedrich Leybold wurde daher vom Hofbildhauer Bauer im Zeichnen unterwiesen, ehe er in die Académie des Arts eintrat und seine Ausbildung in Stuttgart fortsetzte. Er wurde dann zusammen mit zwei anderen Schülern dem Hofstuckator Sonnenschein anvertraut, der Schloss Solitude ausschmückte. 1770 wurden die drei jungen Männer in die Militärpflanzschule, die auf der Solitude gegründet worden war, aufgenommen. Nachdem er hier zwei weitere Jahre die Stuckaturkunst gelernt hatte, widmete sich Leybold der Malerei. Die Pflanzschule wurde 1773 zur Militärakademie und verlegte 1775 ihren Sitz nach Stuttgart; im Jahr darauf wurde eine Kupferstecherschule angeschlossen. Mit der Leitung wurde Johann Gotthard Müller betraut. Leybold wurde Müllers erster Schüler und später auch sein Kollege und Stellvertreter. In der Zeit an der Militärakademie lebte er mit Mitschülern wie z. B. Johann Heinrich Dannecker, Philipp Jakob Scheffauer und Schiller zusammen.

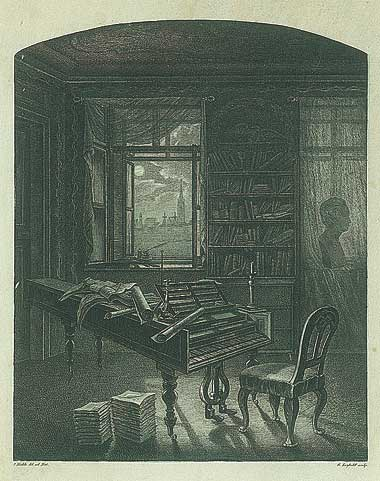
Blick in Beethovens Wohn- und Musikzimmer

Am 15. Dezember 1781 wurde Leybold herzoglicher Hofkupferstecher. Mit seinem Gehalt von 300 fl ließ er sich, statt noch auswärts weiterzustudieren, in Stuttgart nieder. Seine Haupteinnahmequelle scheint zu diesem Zeitpunkt die Miniaturmalerei gewesen zu sein, doch schuf er z. B. einen Kupferstich mit dem Porträt des Herzogs Karl von Württemberg nach einem Gemälde von Jakob Christian Schlotterbeck, ferner Tribut de reconnaissance nach Johann Friedrich August Tischbein, La Charité nach P. Mattei und Venus qui se mire nach Tizian und La Ste. Familie nach Baroccio. Eine Zeichnung aus der Zeit um 1794 zeigt seinen späteren Vorgesetzten Müller.
Im Oktober 1789 erhielt er eine Professur für Zeichnen und Modellieren nach der Natur an der Hohen Karlsschule, die aus der Militärakademie hervorgegangen war. Wenige Jahre später aber starb Herzog Carl Eugen von Württemberg, und unter seinen Nachfolgern verloren die dort Beschäftigten ihre Arbeit und Besoldung. Man versprach Leybold zwar die Wiedereinstellung, doch wurde dies nicht in die Tat umgesetzt. Eine Ernennung zum sachsen-koburgischen Hofkupferstecher 1797 hatte offenbar auch keine materiellen Vorteile. Schließlich zog Leybold im Sommer 1798 nach Wien.
In den nächsten fünf Jahren verdiente er das Geld für seine Familie und sich als Miniaturporträtmaler. Erst, als sein ältester Sohn Karl auf diesem Gebiet ebenfalls erfolgreich wurde, wandte er sich wieder der Kupferstecherei zu und vollendete diverse Platten, an denen er schon Jahre vorher gearbeitet hatte. Darunter waren Der Tod des Marcus Antonius nach einem Gemälde von K. Pitz sowie Der Tod des Consuls M. Papirius nach Philipp Friedrich von Hetsch. Dadurch ergab sich die Bekanntschaft mit dem Direktor des Belvedere Füger, der Leybold mehrere Aufträge gab, seine Illustrationen zu Klopstocks Messias zu stechen. Nachdem Jacob Matthias Schmutzer, der alte Direktor der Kupferstecherakademie in Wien, verstorben war, wurde Leybold Anfang 1812 k. k. Hofkupferstecher und bald darauf auch Professor an der Kupferstecherschule. Am 4. Mai desselben Jahres erfolgte seine Ernennung zum akademischen Rat.

## Familie
Johann Friedrich Leybold hatte mehrere Söhne, die ebenfalls Künstler wurden: Karl Jakob Theodor, Eduard Friedrich Leybold, Heinrich Gustav Adolf und Rudolf Moritz Leybold.